# Fukumi Kuroda
Pour les articles homonymes, voir Kuroda.
Fukumi Kuroda (黒田福美 Kuroda Fukumi) (21 juillet 1956, Tokyo - )  est une actrice japonaise.

## Filmographie (extraits)
- 1993 : (あひるのうたがきこえてくるよ Ahiru no uta ga kikoete kuru yo)
- 1994 : (毎日が夏休み Mainichi ga natsuyasumi)
- 1999 : (カラオケ Karaoke)
- 2004 : (レイクサイド・マーダーケース Reikusaido mada kesu) : Kazue Fujima